# Daniel Zahno
Daniel Zahno (* 18. November 1963 in Basel) ist ein Schweizer Schriftsteller.

## Leben
Daniel Zahno studierte Germanistik und Anglistik an der Universität Basel; er schloss das Studium mit einer Arbeit über die Symbolik des Schmetterlings in der Literatur ab. 1996 erschien sein mehrfach ausgezeichnetes Erstlingswerk, der Erzählband Doktor Turban. Die Kritik sah darin «Geschichten, die unter die Haut gehen» und «Sprachlust, die Leselust weckt» (NZZ).  2002 nahm er am Ingeborg-Bachmann-Wettbewerb in Klagenfurt teil. 
2006 erschien das Buch «Im Hundumdrehen» – «scharfsinnige, einfallsreiche Sprachspielereien» (NZZ). 
Zahnos erster Roman «Die Geliebte des Gelatiere» (2009), ein venezianischer Liebesroman um den Eismacher Alvise und seine geliebte Noemi, wurde mit grossem Interesse und überwiegend begeistert aufgenommen. Hervorgehoben wurden der «zauberhaft gelassene Erzählton» (Weltwoche) und die «tänzelnde Schwebe» (NZZ) des Textes. Das Liebes- und Berufsglück der Hauptfigur wandle sich sogleich in Leseglück. «Leicht und melancholisch zugleich erzählt der Schweizer Daniel Zahno in seinem Romandebüt diese verträumte Liebesgeschichte» (Der Spiegel).
Daniel Zahno lebt als Autor in Basel. Er ist Mitglied des Autorenverbandes Autorinnen und Autoren der Schweiz. 2003 war er Gast am Istituto Svizzero di Roma in Venedig. 2004 machte er eine Lesereise durch das Baltikum, 2007 eine durch die USA (Chicago, San Francisco, Berkeley, San Jose, Seattle, Salt Lake City, Ogden, Baltimore). 2010 war er Writer-in-Residence am Deutschen Haus der New York University.

## Auszeichnungen
- 1996 Würth-Literaturpreis
- 1997 Clemens-Brentano-Preis der Stadt Heidelberg
- 1997 Förderpreis zum Hans-Erich-Nossack-Preis
- 1999 Preis der Marianne und Curt Dienemann Stiftung
- 1999 Freiburger Literaturpreis
- 2003 Harder Literaturpreis
- 2010 Writer-in-Residence New York University, Deutsches Haus

## Werke
- Doktor Turban, Erzählungen, Bruckner & Thünker, Köln 1996 (als Taschenbuch bei btb, München 1998)
- Im Hundumdrehen, Tisch7-Verlag, Köln 2006
- Die Geliebte des Gelatiere, Roman, weissbooks.w, Frankfurt am Main 2009
- Rot wie die Nacht, Roman, weissbooks.w, Frankfurt am Main 2010
- Alle lieben Alexia, weissbooks.w, Frankfurt am Main 2011
- Manhattan Rose, Roman, weissbooks.w, Frankfurt am Main, 2013
- Wanderverführer, Die schönsten Touren rund um Basel, Reinhardt Verlag, Basel, 2015
- Wanderverführer, Die schönsten Touren rund um Basel, Band 2, Reinhardt Verlag, Basel, 2016
- Mama Mafia, Roman, Schöffling & Co, 2017.

### Verstreute Veröffentlichungen
- Carlotti, in: Swiss Made, Wagenbach, Berlin 2001.
- Deauville, in: BELLA triste Nr. 6, Hildesheim 2003.
- Der Gelatiere, in: manuskripte Nr. 168, Graz 2005.
- Müüchgaffibrunn, in: Im ganzen Land schön, Limmat, Zürich 2006.
- Dui, in: igajanumenechligaluege, Limmat, Zürich 2007.
- Blue Moon, in: Ich bin an wenigen Orten daheim, weissbooks.w, Frankfurt, 2010
- Ein Maestro aus dem Misox, in: Wie groß ist die Welt und wie still ist es hier, weissbooks.w, Frankfurt, 2014

### Übersetzungen
- Carlotti, in: Young Swiss Writers, edited by Romey Sabalius and Michael Wutz, Special Issue of Dimension2, Texas 2007.